# Arriaga, Chiapas
Arriaga är en ort i Mexiko.   Den ligger i kommunen Arriaga och delstaten Chiapas, i den sydöstra delen av landet, 700 km sydost om huvudstaden Mexico City. Arriaga ligger 64 meter över havet och antalet invånare är 22 820.
Terrängen runt Arriaga är kuperad åt nordost, men åt sydväst är den platt. Runt Arriaga är det ganska glesbefolkat, med 50 invånare per kvadratkilometer. Arriaga är det största samhället i trakten. Omgivningarna runt Arriaga är en mosaik av jordbruksmark och naturlig växtlighet.